# NGC 975
NGC 975 este o galaxie lenticulară situată în constelația Balena. A fost descoperită în 9 noiembrie 1884 de către Lewis A. Swift.